# 10 гривень (монета)
10 гривень — обігова монета України, введена в обіг Національним банком України 3 червня 2020 року, яка перебуває в обігу паралельно з банкнотами цього ж номіналу, випущених з 2004 року і пізніше. Монета є законним платіжним засобом України та обов'язкова до прийому без обмежень у всі види платежів, для зарахування на розрахункові та кредитні рахунки, а також для грошових переказів по Україні та за кордон. Крім цього, з 2018 року карбуються обігові 10-гривневі монети пам'ятного та спеціального випуску.

## Історія
2018 року Національним банком України (НБУ) була анонсована програма по заміщенню в обігу дрібних банкнот монетами відповідних номіналів. З 2018 року карбуються обігові 10-гривневі монети звичайного, пам'ятних та спеціальних типів. Для їхнього карбування використовується новий матеріал, який досі ніколи не використовувався в українській монетній справі — цинкий сплав з гальванічним покриттям. 14 березня 2018 року НБУ була проведена презентація нових обігових монет номіналом 1, 2, 5 та 10 гривень (звичайного типу). Проте спочатку 2018 року в обігу з'явилися монети пам'ятних та спеціальних типів, а стандартного типу — лише 3 червня 2020 року. Крім цього, з 1996 року НБУ обмеженими тиражами випускає 10-гривневі ювілейні та пам'ятні монети з дорогоцінних металів, а з 2012 року — інвестиційні монети.

## Обігові монети

### Монета звичайного випуску, зразка 2018 року
Аверс 10 гривень зразка 2018 року містив зображення малого Герба України, в обрамленні давньоруського орнаменту, а також логотип Банкнотно-монетного двору НБУ. А реверс монети містив зображення Івана Мазепи (1639—1709) — Гетьмана Війська Запорозького, голови козацької держави на Лівобережній (1687—1704) і всій Наддніпрянській Україні (1704—1709); аналогічне його портрету на банкноті у 10 гривень зразка 2004 року, яка підлягала вилученню з обігу. Авторами дизайну монети стали художники: Володимир Дем'яненко (аверс), Роман Чайковський (реверс). 2018 року була представлена демоверсія цієї монети, масово вона почала карбуватися з 2020 року.
| Обігові 10 гривень звичайного випуску, зразка 2018 року | Обігові 10 гривень звичайного випуску, зразка 2018 року | Обігові 10 гривень звичайного випуску, зразка 2018 року | Обігові 10 гривень звичайного випуску, зразка 2018 року | Обігові 10 гривень звичайного випуску, зразка 2018 року | Обігові 10 гривень звичайного випуску, зразка 2018 року | Обігові 10 гривень звичайного випуску, зразка 2018 року | Обігові 10 гривень звичайного випуску, зразка 2018 року | Обігові 10 гривень звичайного випуску, зразка 2018 року | Обігові 10 гривень звичайного випуску, зразка 2018 року | Обігові 10 гривень звичайного випуску, зразка 2018 року | Обігові 10 гривень звичайного випуску, зразка 2018 року | Обігові 10 гривень звичайного випуску, зразка 2018 року |
| Зображення                                              | Зображення                                              | Зображення                                              | Параметри                                               | Параметри                                               | Параметри                                               | Параметри                                               | Опис                                                    | Опис                                                    | Опис                                                    | Дата                                                    | Дата                                                    |                                                         |
| Аверс                                                   | Реверс                                                  | Гурт                                                    | Діаметр (мм)                                            | Товщина (мм)                                            | Маса (г)                                                | Матеріал                                                | Гурт                                                    | Аверс                                                   | Реверс                                                  | введення                                                | карбування                                              |                                                         |
| ------------------------------------------------------- | ------------------------------------------------------- | ------------------------------------------------------- | ------------------------------------------------------- | ------------------------------------------------------- | ------------------------------------------------------- | ------------------------------------------------------- | ------------------------------------------------------- | ------------------------------------------------------- | ------------------------------------------------------- | ------------------------------------------------------- | ------------------------------------------------------- | ------------------------------------------------------- |
|                                                         |                                                         |                                                         | 23,5                                                    | 2,3                                                     | 6,4                                                     | Цинковий сплав з гальванічним покриттям                 | Рифлений                                                | Герб України, номінал, декоративні візерунки            | Іван Мазепа                                             | 3 червня 2020                                           | 2018 (демоверсія), 2020, 2021, 2023                     |                                                         |

### Монети пам'ятних та спеціальних випусків
З 2018 року НБУ почав карбування серії обігових 10 гривень пам'ятних та спеціальних випусків, які карбувалися з того ж матеріалу, що і монети звичайного випуску. Спочатку, з 2018 року карбувалися 10 гривень більшого розміру, ніж монети звичайного випуску, а з 2022-го — аналогічного звичайним монетам розміру. Монети цього типу перебувають в обігу разом з банкнотами номіналом 10 гривень попередніх років випуску та 10-гривневими монетами звичайного випуску.

#### Монети першого типу
Монети, що випускалися у 2018—2022 роках, мали різноманітне оформлення обидвох боків. Єдиною загальною особливістю їхнього оформлення було: на аверсі всіх монет розміщені малий Державний Герб України, напис «УКРАЇНА», логотип Банкнотно-монетного двору НБУ; зазначено номінал та рік карбування монети. Всього було випущено в обіг 14 монет. Ці монети карбувалися в рамках серії «Збройні сили України». Як повідомила пресслужба НБУ, таке рішення було ухвалене, зважаючи на численні побажання громадян.
Обігові пам'ятні монети із зображенням військової символіки та воїнів Збройних сил України щодня нагадуватимуть мільйонам українців про українських захисників, які зараз на полі бою відстоюють право України на свободу»— Національний банк України
| Цинковий сплав з нікелевим покриттям | 12,4 | 30 | 2,8 | Анциркулейтед | Рифлений | 1 000 000 |

|  |  | Захисникам Донецького аеропорту                            | Стилізована композиція: дві чоловічі руки зі зброєю різних епох, що символізує захисників України різних часів; на дзеркальному тлі написи: «ЗА ЧЕСТЬ! ЗА СЛАВУ! ЗА НАРОД!» | Стилізована композиція із зображенням захисника аеропорту на тлі напівзруйнованої вежі, над якою майорить український прапор; праворуч — прострілена арматура з вертикальними написами: «КІБОРГИ. UA/ 26.05.2014/21.01.2015» | 2018 | 30 січня 2018     |
|  |  | День українського добровольця                              | Стилізована композиція: над схрещеними мечами зображено Фенікса як символ відродження | На рельєфному тлі зображено карту України з написом «ХТО, ЯКЩО НЕ МИ»; по колу розміщено напис «ДЕНЬ УКРАЇНСЬКОГО ДОБРОВОЛЬЦЯ» | 2018 | 12 березня 2018   |
|  |  | 100-річчя створення Українського військово-морського флоту | Стилізовані прапор військово-морського флоту України тих часів та абрис військового корабля на хвилях | На тлі стилізованих хвиль розміщено напис «100», у нулях якого — роза вітрів та тризуб, накладений на якір, по обидві сторони від якого роки: «1918, 2018». Написи: «СТВОРЕННЯ УКРАЇНСЬКОГО», «ВІЙСЬКОВО-МОРСЬКОГО ФЛОТУ» | 2018 | 18 квітня 2018    |
|  |  | Учасникам бойових дій на території інших держав            | Стилізована композиція: на тлі моделі Землі зображено континенти; напис «УЧАСНИКАМ БОЙОВИХ ДІЙ НА ТЕРИТОРІЇ ІНШИХ ДЕРЖАВ» | В обрамленні рослинного орнаменту, на дзеркальному тлі розміщено написи: «ОБОВ'ЯЗОК/МУЖНІСТЬ/ ПАМ'ЯТЬ» | 2019 | 26 грудня 2019    |
|  |  | На варті життя (присвячується військовим медикам)          | Стилізована композиція: полум'я, на тлі якого — хрест, символ медицини, навколо — камуфльовані уламки, що символізують драматизм війни | Стилізована композиція: військовий медик надає допомогу пораненому бійцеві під час бойових дій, дзеркальні силуети гелікоптера та групи військових, які прямують до нього з ношами; напис: «НА ВАРТІ ЖИТТЯ» | 2019 | 26 грудня 2019    |
|  |  | КрАЗ-6322 «Солдат»                                         | Стилізоване креслення автомобіля в двох ракурсах | Автомобіль КрАЗ-6322 «Солдат», який рухається вгору, залишаючи слід шин; угорі напис «КРАЗ-6322/„СОЛДАТ“» | 2019 | 26 грудня 2019    |
|  |  | Повітряні Сили Збройних Сил України                        | У центрі — зображення емблеми Повітряних Сил Збройних Сил України | На тлі дзеркального абрису літака зображено бойовий літак Повітряних Сил Збройних Сил України та вгорі написи: ПОВІТРЯНІ/СИЛИ (на матовому тлі), ЗБРОЙНИХ/СИЛ/УКРАЇНИ (на тлі абрису літака) | 2020 | 3 серпня 2020     |
|  |  | День пам'яті полеглих захисників України                   | У центрі зображено алегоричну композицію — поле соняшників, що здавна вважаються одним із символів української землі, уособлюють собою тепло, радість, життя; саме соняшники стали своєрідними оберегами та зберегли життя багатьом нашим воїнам під час запеклих боїв на сході України; праворуч на полі, як поранений воїн, — великий соняшник із перебитим стеблом | зображено велику квітку соняшника, що символізує Україну: унизу пелюстка-сльоза з тамгою — Крим, праворуч дві зігнуті пелюстки — Донецька і Луганська області; написи: 29.08. (праворуч); по колу: ДЕНЬ ПАМ'ЯТІ (угорі), ПОЛЕГЛИХ ЗАХИСНИКІВ УКРАЇНИ (унизу) | 2020 | 26 серпня 2020    |
|  |  | Державна прикордонна служба України                        | У центрі — емблема ДПСУ | Вгорі написи — «ДЕРЖАВНА ПРИКОРДОННА СЛУЖБА УКРАЇНИ», під якими обрис карти країни, а внизу — символічний прикордонний стовп. Ліворуч і праворуч — композиції, що символізують діяльність ДПСУ | 2020 | 19 листопада 2020 |
|  |  | Десантно-штурмові війська Збройних Сил України             | Угорі праворуч нарукавний знак десантно-штурмових військ ЗСУ; у центрі на дзеркальному тлі — емблема десантно-штурмових військ ЗСУ; напис — ДЕСАНТНО-ШТУРМОВІ ВІЙСЬКА ЗСУ (унизу півколом) | На дзеркальному тлі зображено символічний образ воїна-десантника в лицарських обладунках, за спиною якого напіврозкриті крила — символ покровителя війська — Архангела Михаїла | 2021 | 11 листопада 2021 |
|  |  | Збройні сили України                                       | У центрі на дзеркальному тлі — емблема Збройних Сил України | На тлі стилізованого рослинного орнаменту — військові знаки розрізнення: загальновійськовий беретний знак (угорі), беретний знак Десантно-штурмових військ ЗСУ (праворуч), беретний знак Військово-морських сил ЗСУ (унизу праворуч), беретний знак Сил спеціальних операцій ЗСУ (унизу ліворуч), беретний знак Повітряних сил ЗСУ (ліворуч); у центрі на дзеркальному тлі написи: ЗБРОЙНІ/ СИЛИ/ УКРАЇНИ | 2021 | 1 грудня 2021     |
|  |  | Сухопутні війська Збройних Сил України                     | У центрі на дзеркальному тлі — емблема сухопутних військ ЗСУ, праворуч — нарукавний знак сухопутних військ ЗСУ; | Зображено українського воїна зі зброєю (ліворуч) та розміщено стилізовану композицію: на тлі камуфляжу військова техніка; на дзеркальному тлі написи: СУХОПУТНІ ВІЙСЬКА ЗСУ (півколом праворуч) | 2021 | 1 грудня 2021     |
|  |  | Військово-морські Сили Збройних Сил України                | У центрі на дзеркальному тлі — емблема Військово-морських сил ЗСУ, напис: ВІЙСЬКОВО-МОРСЬКІ СИЛИ ЗБРОЙНИХ СИЛ УКРАЇНИ (півколом угорі) | На тлі стилізованих хвиль зображено різні типи кораблів як символ ВМС ЗСУ, до складу яких, крім надводних сил, також входять морська авіація, морська піхота, берегова артилерія та інші компоненти; угорі на тлі позначених південних морських рубежів та виключної морської економічної зони України — написи: ВІРНІСТЬ,/МУЖНІСТЬ,/СИЛА                                                                 | 2022 | 14 липня 2022     |
|  |  | Сили спеціальних операцій Збройних Сил України             | У центрі на дзеркальному тлі — емблема Сил спеціальних операцій ЗСУ | Символічна композиція: на тлі абрису образу Святослава Хороброго з мечем та щитом зображено бійця Сил спеціальних операцій ЗСУ; по колу напис: СИЛИ СПЕЦІАЛЬНИХ ОПЕРАЦІЙ ЗБРОЙНИХ СИЛ УКРАЇНИ | 2022 | 22 липня 2022     |

#### Монети другого типу
З 2022 року НБУ почав карбування обігових 10 гривень пам'ятних та спеціальних випусків, що карбуються з того ж матеріалу і мають такий самий розмір, що і монети звичайного випуску. За станом на 1 липня 2024 року в обіг випущено 7 монет. Монети цього типу так само перебувають в обігу разом з 10-гривневими банкнотами та 10-гривневими монетами звичайного випуску. Крім цього, монети мають аналогічний 10 гривням звичайного випуску дизайн аверсу.
| Цинковий сплав з нікелевим покриттям | 6,4 | 23,5 | 6,4 | Анциркулейтед | Рифлений | 10 000 |

| Обігові 10 гривень пам'ятних та спеціальних випусків | Обігові 10 гривень пам'ятних та спеціальних випусків | Обігові 10 гривень пам'ятних та спеціальних випусків | Обігові 10 гривень пам'ятних та спеціальних випусків | Обігові 10 гривень пам'ятних та спеціальних випусків          | Обігові 10 гривень пам'ятних та спеціальних випусків | Обігові 10 гривень пам'ятних та спеціальних випусків | Обігові 10 гривень пам'ятних та спеціальних випусків | Обігові 10 гривень пам'ятних та спеціальних випусків |
| Зображення                                           | Зображення                                           | Зображення                                           | Назва                                                | Опис                                                          | Опис | Дата                                                 | Дата                                                 |                                                      |
| Аверс                                                | Реверс                                               | Гурт                                                 | Назва                                                | Аверс                                                         | Реверс | першого карбування                                   | випуску                                              |                                                      |
| ---------------------------------------------------- | ---------------------------------------------------- | ---------------------------------------------------- | ---------------------------------------------------- | ------------------------------------------------------------- | --- | ---------------------------------------------------- | ---------------------------------------------------- | ---------------------------------------------------- |
|                                                      |                                                      |                                                      | Сили територіальної оборони Збройних Сил України     | Герб України, номінал, давньоруський орнамент, рік карбування | Військовослужбовці та емблема Сил територіальної оборони ЗСУ; напис: «Готові до спротиву»                                                                                         | 2022                                                 | 3 жовтня 2022                                        |                                                      |
|                                                      |                                                      |                                                      | Сили підтримки Збройних Сил України                  | Герб України, номінал, давньоруський орнамент, рік карбування | Напис «Сили підтримки ЗСУ — завжди поруч» і емблема Сил підтримки ЗСУ | 2023                                                 | 19 травня 2023                                       |                                                      |
|                                                      |                                                      |                                                      | ППО — надійний щит України                           | Герб України, номінал, давньоруський орнамент, рік карбування | Напис «ППО — надійний щит України», пускова установка «Patriot», стилізоване зображення радара, що виявляє ціль                                                                   | 2023                                                 | 4 серпня 2023                                        |                                                      |
|                                                      |                                                      |                                                      | Антонівський міст                                    | Герб України, номінал, давньоруський орнамент, рік карбування | Стилізоване зображення Антонівського мосту та річки Дніпро з висоти пташиного лету, а також транспортні розв'язки на обох кінцях мосту                                            | 2023                                                 | 10 листопада 2023                                    |                                                      |
|                                                      |                                                      |                                                      | Командування об'єднаних сил Збройних Сил України     | Герб України, номінал, давньоруський орнамент, рік карбування | Написи «РАЗОМ ПЕРЕМОЖЕМО!», «КОМАНДУВАННЯ ОБ'ЄДНАНИХ СИЛ ЗСУ» та емблема Командування об'єднаних сил Збройних Сил України                                                         | 2023                                                 | 6 грудня 2023                                        |                                                      |
|                                                      |                                                      |                                                      | Державна спеціальна служба транспорту                | Герб України, номінал, давньоруський орнамент, рік карбування | Написи «ДЕРЖАВНА СПЕЦІАЛЬНА СЛУЖБА ТРАНСПОРТУ», «НЕЗЛАМНІ ДУХОМ ВІДНОВЛЯТЬ УКРАЇНУ!» та емблема Державної спеціальної служби транспорту                                           | 2024                                                 | 29 травня 2024                                       |                                                      |
|                                                      |                                                      |                                                      | Медичні сили Збройних Сил України                    | Герб України, номінал, давньоруський орнамент, рік карбування | Написи «ПРОФЕСІОНАЛІЗМ ТА МИЛОСЕРДЯ», «МЕДИЧНІ СИЛИ ЗБРОЙНИХ СИЛ УКРАЇНИ», емблема Командування Медичних сил ЗСУ                                                                  | 2024                                                 | 25 червня 2024                                       |                                                      |
|                                                      |                                                      |                                                      | Війська зв'язку та кібербезпеки Збройних Сил України | Герб України, номінал, давньоруський орнамент, рік карбування | Написи «СИЛЬНІ ТРИМАТИ ЗВ'ЯЗОК!», «ВІЙСЬКА ЗВ'ЯЗКУ ТА КІБЕРБЕЗПЕКИ ЗСУ», емблема Військ зв'язку та кібербезпеки Збройних Сил України                                              | 2024                                                 | 8 серпня 2024                                        |                                                      |
|                                                      |                                                      |                                                      | Сили логістики Збройних Сил України                  | Герб України, номінал, давньоруський орнамент, рік карбування | Написи «СТАЛЕВА МІЦЬ, НЕПОХИТНА ВОЛЯ!», «СИЛИ ЛОГІСТИКИ ЗБРОЙНИХ СИЛ УКРАЇНИ», емблема Сил логістики Збройних Сил України                                                         | 2024                                                 | 11 жовтня 2024                                       |                                                      |
|                                                      |                                                      |                                                      | Національна гвардія України                          | Герб України, номінал, давньоруський орнамент, рік карбування | Написи «ЧЕСТЬ, МУЖНІСТЬ, ЗАКОН», «НАЦІОНАЛЬНА ГВАРДІЯ УКРАЇНИ», зображення беретного знака Національної гвардії України, символічний щит.                                         | 2025                                                 | 25 березня 2025                                      |                                                      |
|                                                      |                                                      |                                                      | Національна поліція України                          | Герб України, номінал, давньоруський орнамент, рік карбування | Представникі різних підрозділів поліції, емблема Національної поліції України. По колу монети зазначено написи: угорі — НАЦІОНАЛЬНА ПОЛІЦІЯ УКРАЇНИ, внизу — СЛУЖИТИ ТА ЗАХИЩАТИ. | 2025                                                 | 4 липня 2025                                         |                                                      |
|                                                      |                                                      |                                                      | Сили безпілотних систем Збройних Сил України         | Герб України, номінал, давньоруський орнамент, рік карбування | | 2025                                                 | 29 серпня 2025                                       |                                                      |

## Ювілейні та пам'ятні монети обмеженого випуску
З 1996 року НБУ карбує обмеженими тиражами 10-гривневі пам'ятні та ювілейні монети у якості пруф з дорогоцінних металів (срібло, золото).

## Інвестиційні монети
Між 2012—2016 роками НБУ випускав інвестиційні 10-гривневі монети, які містять 15,55 грамів золота 999,9 проби (пів тройської унції). Вони призначені для інвестування та накопичення й карбуються у якості пруф. Такі монети віднесені до категорії банківських металів. Номінальна вартість цих монет значно нижча від вартості дорогоцінного металу, з якого вони відкарбовані.

## Кількість монет в обігу
Станом на 1 липня 2023 року в грошовому обігу Україні перебувало 183,5 мільйонів штук 10-гривневих монет (без пам'ятних та інвестиційних), що складає 1,3 % від загального монетного обсягу. Таким чином, 10-гривневий номінал є найменшим за кількістю в монетному обігу України.

## Монетні набори
З 2018 року й досі НБУ випускаються колекційні набори монет України у якості пруф, до яких, зокрема, входять і обігові 10-гривневі монети:
| 2021 | Колекційний набір. Монети України | 20000 | 10 і 50 копійок; 1, 2, 5 і 10 гривень (зразка 2018 року) |
| 2020 | Колекційний набір. Монети України | 30000 | 10 і 50 копійок; 1, 2, 5 і 10 гривень (зразка 2018 року) |
| 2019 | Колекційний набір. Монети України | 20000 | 10 і 50 копійок; 1, 2, 5 гривень (зразка 2018 року); 10 гривень «КрАЗ-6322 „Солдат“»; 10 гривень «На варті життя»; 10 гривень «Учасникам бойових дій на території інших держав» |